# Меллум
Меллум (нем. Mellum) — необитаемый остров в Северном море архипелага Восточно-Фризские острова. Административно относится к району Фрисландия земли Нижняя Саксония Федеративной Республики Германия, однако является невключённой территорией, то есть, не принадлежит ни одной немецкой общине.
Является частью национального парка «Ваттовое море» и природоохранной зоной, так как остров — среда обитания для сотен тысяч птиц.

## География
Находится в Северном море. Длина — около трёх километров, ширина — около двух.

## История
На острове сохранился маяк, построенный в 1457 году. К северо-западу от него находятся остатки фундамента, ранее считавшимися частями разрушенного замка, однако в настоящее время определено, что они принадлежали маяку, который дошёл до наших дней не в своём изначальном виде.
В 1933 году впервые упоминается постоянное укрытие, расположенное на острове и предназначенное для выращиваемых птиц. После Второй мировой войны на острове не осталось почти никаких инфраструктурных объектов, из-за чего птицеводы были вынуждены жить и работать в достаточно тяжёлых условиях. В 1950 году природоохранным и исследовательским сообществом «Mellumrat» было возведено кирпичное станционное здание с семью комнатами, предназначенное для проживания до 10 человек — исследователей, временно находящихся на острове. Впоследствии были возведены ещё две пристройки к дому, а в 2004 году заново сделана крыша. В 1972 году на остров было проведено электричество и построен электротрансформатор для нужд дома и маяков, расположенных на острове. До острова был проложен телефонный провод, однако в 2009 году он был убран. Сейчас связь осуществляется по мобильным устройствам.
В 1983 году на площади в 6500 гектар был создан заповедник «Меллум».
17 июня 2009 года по неизвестной причине на острове вспыхнул пожар, потушенный с помощью добровольной пожарной охраны и пожарных вертолётов через три дня после происшествия. Выгорело около 10 акров, огнём были уничтожены места размножения серебристой чайки и кулика-сороки. По данным Союза охраны природы и биоразнообразия Германии, в результате пожара погибло более двух тысяч птиц.

## Флора и фауна
Ранее на острове среди птиц преобладали крачки: в 1920-х годах их численность составляла около 7 тысяч особей. Однако в 1930-е годы из-за изменения растительности их численность стала уменьшаться, а численность серебристых чаек — увеличиваться, в результате последние стали главенствующим видом на острове среди птиц.
В августе 2002 года было проведено исследование, в результате которого на Меллуме было обнаружено 38 различных видов грибов, среди которых пяти видам в Красной книге Нижней Саксонии присвоен статус «находится в уязвимом положении», а одному — «находящийся на грани полного исчезновения» (этот вид также получил статус по всей Германии).

## Экология
Ежегодно на острове обнаруживается несколько тонн мусора.